# 甲府運輸区
甲府運輸区（こうふうんゆく）は、山梨県甲府市にかつて存在した東日本旅客鉄道（JR東日本）八王子支社の運転士・車掌が所属する組織である。また、八王子支社管内では唯一となる、EL（電気機関車）、DC（気動車）並びにTRAIN SUITE 四季島を担当する運転士が所属する区所でもあった。2023年3月17日限りで廃止し、現在は山梨統括センター（運輸）。事務所はJR東日本甲府総合事務所（甲府駅南口から徒歩5分）に所在する。

## 乗務範囲

### 運転士
- 中央本線：東京～塩尻間（御茶ノ水～三鷹間は急行線のみ担当。快速電車は立川～高尾間のみ担当）
- 篠ノ井線：塩尻～松本間
- 青梅線：立川〜青梅間（DCのみ）
- 横浜線：東神奈川〜八王子間（DCのみ）
- 特急列車：あずさ、かいじ、富士回遊
- 臨時列車：TRAIN SUITE 四季島（八王子～甲府間）、レール輸送車（DC）、配給列車（EL・EC）

### 車掌
- 中央本線：東京～塩尻間（御茶ノ水～三鷹間は急行線のみ担当。快速電車は立川～高尾間のみ担当）
- 篠ノ井線：塩尻～松本間
- 特急列車：あずさ、かいじ、富士回遊

## 沿革
- 2008年（平成20年）3月15日 - 甲府運転区と甲府車掌区が統合し、甲府運輸区発足。
- 2023年 (令和5年) 3月18日 - 甲府営業統括センター、甲府運輸区と統合し、甲府統括センター発足。当区は廃止。

## その他
- 統合以前は旧甲府機関区の建物に入っていたが、老朽化と北口再開発により、統合と同時に南口エクラン（現在のセレオ甲府）の東側に新築された建物に移転した。
- 中央線普通列車の乗務員訓練用トレインシミュレータが設置されている（訓練用シミュレータは当区に限らず、JR東日本の各乗務員区所に設置されている）。2018年7月に設置され[2]、乗務員の訓練のほか、時折子供向けの乗務員体験イベントなどにも使用される[1]。